# Кропивнянська сільська рада (Новоград-Волинська міська рада)
Кропивнянська сільська рада — колишня адміністративно-територіальна одиниця та орган місцевого самоврядування у Новоград-Волинському районі й Новоград-Волинській міській раді Волинської округи, Київської та Житомирської областей Української РСР з адміністративним центром у селі Кропивня.

## Населені пункти
Сільській раді на час ліквідації були підпорядковані населені пункти:
- с. Кропивня

## Населення
Кількість населення ради, станом на 1923 рік, становила 1 674 особи, кількість дворів — 333.

## Історія та адміністративний устрій
Створена 1923 року в складі сіл Кропивня та Роботище Романівецької волості Новоград-Волинського повіту Волинської губернії. 7 березня 1923 року включена до складу новоствореного Новоград-Волинського району Житомирської (згодом — Волинська) округи. 23 травня 1928 року в с. Роботище створено окрему, Роботищенську сільську раду. 1 червня 1935 року, відповідно до постанови президії ЦВК УСРР «Про порядок організації органів радянської влади в новоутворених округах», Новоград-Волинський район ліквідовано, підпорядковані йому ради передано до складу Новоград-Волинської міської ради Київської області.
Станом на 1 вересня 1946 року сільська рада входила до складу Новоград-Волинської міської ради Житомирської області, на обліку в раді перебувало с. Кропивня.
Ліквідована 11 серпня 1954 року, відповідно до указу Президії Верховної ради Української РСР «Про укрупнення сільських рад по Житомирській області», територію та с. Кропивня приєднано до складу Брониківської сільської ради Новоград-Волинської міської ради Житомирської області.